# Арматура (техника)
Наименованието арматура обединява всички съоръжения, предназначени за регулиране, спиране, намаляване на налягането на даден флуиден (течен или газов) поток.
Наименованията на различните арматури идват най-често от руски или немски език, както може да се види от следната таблица, като понякога се използват паралелно няколко различни наименования.

## Видове
Видове арматура според предназначението ѝ са:
- Спирателна (напр. спирателен кран, спирателен вентил) – служи за спиране на потока
- Регулираща (напр. регулиращ вентил) – служи за регулиране на дебита. За регулиране се използват предимно вентилите и клапите.
- Редуцираща (редуцир-вентил) – намалява (редуцира) налягането
- Смесителна (напр. смесителна батерия)
- Възвратна (напр. възвратен клапан/вентил) – позволява движение на флуида само в едната посока
- Предпазна (предпазен вентил, разрушаващ се диск)
- За обезвъздушаване (въздушници)
- Кондензни гърнета

Видове арматура според принципа на действие:
| Български език                                                | Руски език                                                   | Немски език                                                                     | Английски език                                                               | Скица |
| ------------------------------------------------------------- | ------------------------------------------------------------ | ------------------------------------------------------------------------------- | ---------------------------------------------------------------------------- | --- |
| Вентил, Клапан -Проходен -Правоточен -Ъглов -Иглен -Мембранен | Клапан -проходной -прямоточны -угловой -игольчаты -мембранны | Ventil -Geradsitzventil -Schrägsitzventil -Eckventl -Nadelventil -Membranventil | (Globe)_valve - -Y-pattern -Angle globe valve -Needle valve -Diaphragm valve | При вентилите спирателният елемент се движи паралелно на движението на флуида. Потокът променя неколкократно посоката на движението си, което води до високи загуби на налягане. Ръкохватката се завърта на няколко оборота за да се затвори арматурата. Вентилите се използват предимно при малки диаметри на тръбопровода. Те са подходящи за регулиране на потока. Прилагат се и при високи налягания. |
| Кран -сферичен -конусен                                       | Кран -Шаровой кран -Конусный кран                            | Hahn -Kugelhahn -Kückenhahn                                                     | (Tap) -Ball valve -Plug valve                                                | Спирателният елемент е топка или конус с отвор. Кранът има най-често плоска ръкохватка, която се движи само на 90°. Тъй като флуидът не променя посоката на движението си, крановете имат ниско хидравлично съпротивление. Прилагат се предимно при ниски диаметри на тръбопровода. Подходящи са за спиране и пускане на флуидния поток, но не и за регулирането му. Много от водопроводните „кранове“ в домакинството според принципа на действие са всъщност вентили (виж по-горе). |
| Клапа -Центрична -Ексцентрична                                | Дисковый затвор -осевые -эксцентриковые                      | Klappe -zentrisch -exzentrisch                                                  | Butterfly valve -centric -eccentric                                          | При клапите спирателният елемент (диск) се движи около ос, която е перпендикулярна на движението на флуида. Ръкохватката е най-често плоска и се движи само на 90°. При по-големи диаметри необходимата сила за затваряне нараства, това може да наложи употребата на червячна предавка. Флуидът не променя посоката си на движение. Прилага се при тръбопроводи със среден и голям диаметър. Имат много по-малки размери (дължина) от вентилите и крановете със същия диаметър. |
| Шибър -ножов -паралелен –клиновиден                           | Задвижка -шиберная задвижка -параллельные -клиновые          | Schieber -Flachschieber -Parallelschieber -Keilschieber                         | Gate valve -Knife gate valve -parallel -wedge-shaped                         | Спирателният елемент (диск, пластина) се движи перпендикулярно на движението на потока, спуска се и се издига. В отворено положение дискът е почти изваден от тръбата, това изисква значително място, затова шибърите често имат „купол“ отгоре и за разлика от другите арматури вретеното най-често стърчи над ръкохватката. Флуидът не променя посоката си на движение, затова хидравличното съпротивление е ниско. Дебитът се регулира по-трудно и неравномерно, затова шибърите рядко се използват за регулиране. Прилагат се при тръбопроводи със среден и голям диаметър. Имат сравнително малки размери (дължина) в сравнение с вентилите и крановете. Немската дума „schieben“ означава „пъхам“, „бутам“. |

Обикновено арматурите имат един вход и един изход. Понякога се налага употребата на многоходови арматури, чрез тях потокът може да се пренасочи. Според задвижването те може да бъдат ръчни, електрически, пневматични, хидравлични и др. По-долу са показани някои видове арматури:

### Вентили
- Схема на вентил (проходен)
- Водопроводният „кран“ по принцип на действие най-често е вентил
- (Ръчен) вентил
- Вентил (правоточен)
- Иглен вентил
- Мембранен вентил
- Вентил на автомобилна гума
- Вентил на автомобилна гума (анимация)
- Клапани на автомобилен двигател

### Кранове
- Разрез на сферичен кран
- Разрез на сферичен кран
- Разрез на конусен кран
- Лабораторна арматура
- Лабораторна арматура
- Трипътен сферичен кран
- Кран за бира
- Старинен кран за бъчва (16. век) - Руската дума „Кран“ идва от холандски (Kraan - „Жерав“), немската дума за кран (Hahn) означава „петел“

### Клапи
- Клапа (малък диаметър, с ръкохватка)
- Клапа (голям диаметър)
- Клапа (поглед отстрани, виждат се компактните размери в сравнение с другите арматури)
- Клапа (пневматична)

### Шибъри
- Шибър
- Клиновиден шибър (скица)
- Шибър
- Шибър

### Други
- Възвратен клапан (вентил)
- Възвратна арматура (клапа)
- Вътрешност на възвратна арматура (ексцентрична клапа)
- Редуцир-вентил
- (Промишлен) Предпазен вентил